# Odonaspis
Odonaspis är ett släkte av insekter. Odonaspis ingår i familjen pansarsköldlöss.

## Dottertaxa tillOdonaspis, i alfabetisk ordning[1]
- Odonaspis anneckei
- Odonaspis arcusnotata
- Odonaspis aristidae
- Odonaspis australiensis
- Odonaspis benardi
- Odonaspis bromeliae
- Odonaspis floridana
- Odonaspis galapagoensis
- Odonaspis graminis
- Odonaspis greenii
- Odonaspis lingnani
- Odonaspis litorosa
- Odonaspis minima
- Odonaspis morrisoni
- Odonaspis oshimaensis
- Odonaspis pacifica
- Odonaspis panici
- Odonaspis paucipora
- Odonaspis phragmitis
- Odonaspis ruthae
- Odonaspis sabulincola
- Odonaspis saccharicaulis
- Odonaspis schizostachyi
- Odonaspis secreta
- Odonaspis serrata
- Odonaspis siamensis
- Odonaspis stipagrostis
- Odonaspis texana
- Odonaspis transkeiensis
- Odonaspis tsinjoarivensis